# 减缩黄耆
减缩黄耆（学名：Astragalus prodigiosus var. paucijugus）为豆科黄耆属下的一个变种。

## 扩展阅读
- 維基物種上的相關：减缩黄耆